# 마리 란타실라
마리 란타실라(Mari Rantasila, 1963년 1월 7일 ~ )는 핀란드의 배우, 감독, 가수이다. 2016 유시상 여우조연상 수상자이다.

## 출연 작품
- 러브밀라 (2015)
- 더 투 앤 온니 (2013)
- 래퍼 리키와 쿨 웬디 (2011)
- 리키 랩퍼 앤드 더 바이시클 씨프 (2009)
- 리키는 래퍼다 (2008)
- 햄릿 장사를 떠나다 (1987)
- 오징어 노동조합 (1985)